# Labirinto d'ossa
Labirinto d'ossa (The Bone Labyrinth) è un romanzo thriller scritto da James Rollins nel 2015.
È l'undicesimo romanzo che l'autore ha scritto della serie sulla Sigma Force.

## Trama
L'antefatto è una lotta preistorica per la sopravvivenza. Un padre Neanderthal cerca di difendere la propria figlia avuta da una donna Sapiens.
Alla fine del 1600 l'imperatore del Sacro Romano Impero Leopoldo I invia un messaggio al religioso erudito Athanasius Kircher comunicandogli di aver scoperto le ossa di Adamo ed Eva.
Ai tempi nostri un terremoto in Croazia ha liberato l'ingresso a grotte sconosciute dove alcuni studiosi vengono aggrediti da un commando. Alla cattura o alla morte sfuggono la paleoantropologa Lena Crandall ed un prete. I due erano nella spedizione per chiarire l'incredibile ritrovamento di un sito preistorico occultato quattro secoli prima e verranno salvati da Gray Pierce e Seichan, agenti della Sigma Force.
La gemella di Lena che con lei collabora agli studi genetici su un cucciolo di gorilla, non sfugge invece al rapimento di spietati militari cinesi. Con lei vengono portati a Pechino il formidabile gorilla e l'agente della Sigma Joe Kowalski (capitato nel laboratorio statunitense delle gemelle Crandall al momento dell'attacco).

## Edizioni
- James Rollins, Labirinto d'ossa, Nord, 2015,  p. 496, ISBN 9788842926580.